# Amauroderma congregatum
Amauroderma congregatum är en svampart som beskrevs av Corner 1983. Amauroderma congregatum ingår i släktet Amauroderma och familjen Ganodermataceae.   Inga underarter finns listade i Catalogue of Life.